# Dudulajce
Dudulajce (cyr. Дудулајце) – wieś w Serbii, w okręgu niszawskim, w gminie Merošina. W 2011 roku liczyła 309 mieszkańców.